# Liste der Kulturdenkmale in Falkenhain (Altenberg)
Die Liste der Kulturdenkmale in Falkenhain (Altenberg) enthält die Kulturdenkmale im Altenberger Ortsteil Falkenhain. Die Anmerkungen sind zu beachten.
Diese Liste ist eine Teilliste der Liste der Kulturdenkmale in Altenberg.
Diese Liste ist eine Teilliste der Liste der Kulturdenkmale in Sachsen.

## Legende
- Bild: Bild des Kulturdenkmals, ggf. zusätzlich mit einem Link zu weiteren Fotos des Kulturdenkmals im Medienarchiv Wikimedia Commons. Wenn man auf das Kamerasymbol klickt, können Fotos zu Kulturdenkmalen aus dieser Liste hochgeladen werden:
- Bezeichnung: Denkmalgeschützte Objekte und ggf. Bauwerksname des Kulturdenkmals
- Lage: Straßenname und Hausnummer oder Flurstücknummer des Kulturdenkmals. Die Grundsortierung der Liste erfolgt nach dieser Adresse. Der Link (Karte) führt zu verschiedenen Kartendiensten mit der Position des Kulturdenkmals. Fehlt dieser Link, wurden die Koordinaten noch nicht eingetragen. Sind diese bekannt, können sie über ein Tool mit einer Kartenansicht einfach nachgetragen werden. In dieser Kartenansicht sind Kulturdenkmale ohne Koordinaten mit einem roten bzw. orangen Marker dargestellt und können durch Verschieben auf die richtige Position in der Karte mit Koordinaten versehen werden. Kulturdenkmale ohne Bild sind an einem blauen bzw. roten Marker erkennbar.
- Datierung: Baubeginn, Fertigstellung, Datum der Erstnennung oder grobe zeitliche Einordnung entsprechend des Eintrags in der sächsischen Denkmaldatenbank
- Beschreibung: Kurzcharakteristik des Kulturdenkmals entsprechend des Eintrags in der sächsischen Denkmaldatenbank, ggf. ergänzt durch die dort nur selten veröffentlichten Erfassungstexte oder zusätzliche Informationen
- ID: Vom Landesamt für Denkmalpflege Sachsen vergebene, das Kulturdenkmal eindeutig identifizierende Objekt-Nummer. Der Link führt zum PDF-Denkmaldokument des Landesamtes für Denkmalpflege Sachsen. Bei ehemaligen Kulturdenkmalen können die Objektnummern unbekannt sein und deshalb fehlen bzw. die Links von aus der Datenbank entfernten Objektnummern ins Leere führen. Ein ggf. vorhandenes Icon  führt zu den Angaben des Kulturdenkmals bei Wikidata.

## Falkenhain
| Bild                                    | Bezeichnung                                              | Lage                           | Datierung                                  | Beschreibung | ID       |
| --------------------------------------- | -------------------------------------------------------- | ------------------------------ | ------------------------------------------ | --- | -------- |
| Direkt Bild zu diesem Denkmal hochladen | Wegestein                                                | (Karte)                        | bez. 1871 (Wegestein)                      | Wegestein; verkehrsgeschichtlich von Bedeutung                                                                                       | 09277941 |
|                                         | Kriegerdenkmal für die Gefallenen des Ersten Weltkrieges | Dorfstraße (Karte)             | um 1925 (Kriegerdenkmal)                   | Kriegerdenkmal für die Gefallenen des Ersten Weltkrieges; ortsgeschichtlich von Bedeutung                                            | 09277938 |
|                                         | Wohnstallhaus und Erdkeller                              | Dorfstraße 37 (Karte)          | nach 1800 (Wohnstallhaus)                  | Wohnstallhaus und Erdkeller; Haus Obergeschoss Fachwerk, u. a. baugeschichtliche Bedeutung                                           | 09277937 |
| Direkt Bild zu diesem Denkmal hochladen | Wohnstallhaus                                            | Dorfstraße 45 (Karte)          | um 1800, Kern wohl 18. Jh. (Wohnstallhaus) | Wohnstallhaus; Obergeschoss Sichtfachwerk, baugeschichtlich und bildprägend von Bedeutung                                            | 09277942 |
| Direkt Bild zu diesem Denkmal hochladen | Torbogen und Durchgang eines ehemaligen Zweiseithofes    | Falkenhainer Straße 14 (Karte) | bez. 1718 (Toreinfahrt)                    | Torbogen und Durchgang eines ehemaligen Zweiseithofes; wertvolles Architekturdetail, im Ort singulär, baugeschichtlich von Bedeutung | 09277939 |
| Direkt Bild zu diesem Denkmal hochladen | Felsenkeller                                             | Waldweg 64 (bei) (Karte)       | 19. Jh. (Bergkeller)                       | Felsenkeller; wirtschaftsgeschichtlich von Bedeutung                                                                                 | 09277936 |